# Život v oblouznění
Život v oblouznění je americký hraný film z roku 1995. Natočil jej režisér Tom DiCillo podle vlastního scénáře. Hlavní roli nezávislého filmového režiséra Nicka Revea v něm ztvárnil Steve Buscemi. Děj filmu se odehrává přímo během natáčení. Dále ve filmu hráli Catherine Keener, Dermot Mulroney, Peter Dinklage a další. DiCillo měl potíže sehnat pro natočení filmu finance, všichni kontaktovaní producenti odmítali. Nakonec byl film financován převážně ze strany zúčastněných herců. Film je rozdělen do tří částí, přičemž ta první byla natočena za pět dní. DiCillo si následně uvědomil, že tato část je příliš krátká na to, aby byla celovečerním filmem, a příliš dlouhá, aby mohla být typickým krátkometrážním filmem. Později tedy natočil ještě dvě části.